# 시오타정
시오타정(일본어: 塩田町)은 일본 사가현 남서쪽에 있던 정이며, 후지쓰군에 속했다. 
인접한 우레시노초와 2006년 1월 1일에 신설 합병하여 시로 승격해 우레시노시가 되어 폐지되었다. 

## 지리
사가현 남서부, 아리아케해에 가까운 내륙에 위치하며, 3면이 산으로 둘러싸여 있어 분지에 가까운 지형으로 기온차가 큰 기후를 가지고 있다.

## 역사
- 1889년 4월 1일 - 정촌제 시행에 의해 시오타촌・구마촌・고마치타촌이 성립하였다.
- 1918년 10월 5일 - 정으로 승격해 시오타정이 되었다.
- 1956년 9월 1일 - 구마촌 및 고마치타촌과 합병해, 새로운 시오타정이 성립하였다.
- 2006년 1월 1일 - 우레시노정과 신설합병, 시로 승격해 우레시노시가 되었다.

## 경제
- 주요 농산물 : 쌀, 보리, 딸기, 오이, 파, 양파, 꽈리고추, 녹두, 꽃모종, 차 등이 생산을 하고 있었다.

## 교통

### 도로
- 국도 498호선